# Герб Костромської області

Герб Костромської області

Герб Костромської області (малий герб)

Ге́рб Костромсько́ї о́бласті є символом Костромської області, прийнятий 28 квітня 2006 року.

## Опис
Геральдичний опис герба області говорить: «У лазуровому (синьому, блакитному) полі на срібному хвилястому краї золотий човен, прикрашений на носовій частині орлиною головою, що має червлені (червоні) очі й язик, і крилами, з сімома веслярами, з вимпелом на кормі, з вітрилом і прапором, на якому — російський орел часів Олександра ІІ (чорний двоглавий орел з золотими дзьобами та лапами й червленими (червоними) язиками, коронований двома малими Імператорськими коронами й супроводжений на чолі однією великою Імператорською короною з лазуровими (синіми, блакитними) стрічками, що має в лапах російський скіпетр і державу; у серцевому щитку — московський герб). Щит увінчаний золотою (без кольорових елементів) російською Імператорською короною. Щитотримачі — золоті грифони з левиними передніми лабетами й гребенями замість грив, із червленими (червоними) очима й язиками; підніжжя — золоте візерункове. Підніжжя доповнене стрічкою ордена Леніна».

## Версії герба
Установлюються три рівні версії відтворення герба області:
- великий герб області — збігається з геральдичним описом герба області;
- середній герб області — коронований щит (без щитотримачів, підніжжя й стрічки ордена Леніна);
- малий герб області — гербовий щит (без золотої російської Імператорської корони, щитотримачів, підніжжя й стрічки ордена Леніна).